# Bojan Đorđić
Bojan Đorđić (in serbo Бојан Ђорђић?; traslitterazione anglosassone Bojan Djordjić, [ˈbɔjan ˈdʑordʑitɕ]; Belgrado, 6 febbraio 1982) è un ex calciatore svedese di origine serba.

## Caratteristiche tecniche
Ricopre prevalentemente il ruolo di centrocampista sinistro, talvolta schierato in posizione più avanzata. Nel 2001 è stato inserito nella lista dei migliori giovani calciatori mondiali stilata dalla rivista spagnola Don Balón.

## Carriera
Nato a Belgrado dal padre Ranko, anch'egli calciatore con un passato in Svezia, Bojan ha mosso i suoi primi passi da calciatore professionista nel Brommapojkarna, un club della periferia ovest di Stoccolma.
Nel 1999 ha attirato le attenzioni del Manchester United tanto da esserne acquistato. Con i Red Devils ha collezionato una presenza in Premier League (in trasferta contro il Tottenham), ma ha comunque vinto il premio Jimmy Murphy destinato al miglior giovane dello United dell'anno 1999-2000. Durante questi anni, il 15 maggio 2001 ha segnato con un pallonetto nell'amichevole di Glasgow vinta 2-0 contro il Celtic.
Nel 2001 iniziò una serie di prestiti che negli anni a seguire lo hanno portato a trasferirsi temporaneamente agli inglesi dello Sheffield Wednesday, ai danesi dell'Aarhus e ai serbi della Stella Rossa, dove ha vinto campionato e coppa nazionale. Con la squadra di Belgrado ha anche realizzato il suo primo gol in Coppa UEFA, contro l'Odense.
Terminato il contratto che lo legava al Manchester United, è approdato agli scozzesi dei Rangers con cui ha debuttato, da titolare, il 9 gennaio 2005 nel derby di coppa contro il Celtic. Anche in questo caso vince il titolo nazionale, ma in campionato colleziona solo 5 presenze complici alcuni problemi fisici. Nel luglio 2005 torna in Inghilterra firmando un triennale con il Plymouth Argyle, ma il contratto fu risolto consensualmente nell'ottobre 2007.
L'annata 2008 è quella del suo ritorno in Svezia, questa volta con la maglia dell'AIK, club per cui Đorđić aveva già in passato mostrato il proprio apprezzamento. Nella prima stagione ha saltato la maggior parte delle partite a causa di ulteriori problemi fisici, ma nel 2009 ha vinto lo scudetto svedese ad 11 anni dall'ultima affermazione dell'AIK.
Nel giugno 2010 Đorđić è stato venduto, insieme al compagno di squadra Martin Mutumba, agli ungheresi del Videoton. I giocatori dell'AIK accusarono l'allora allenatore Alex Miller di voler allontanare il serbo, ma il club svedese ha poi specificato di aver ricevuto un'offerta troppo vantaggiosa per essere rifiutata.
La parentesi in Ungheria durò solamente un anno, poiché nel 2011 approdò al Blackpool dove ha ritrovato l'allenatore Ian Holloway che già aveva avuto ai tempi del Plymouth. Nel febbraio 2012 è passato per pochi mesi ai belgi dell'Anversa, prima di giocare per un anno e mezzo in Svezia al Brommapojkarna, ovvero il club con cui aveva debuttato nel 1999.
Nel febbraio 2014 è ufficiale il suo ingaggio da parte del Vasalund come giocatore, in terza serie nazionale, ma al tempo stesso viene annunciato anche il suo ingresso nello staff tecnico delle giovanili dell'AIK. Nell'agosto 2014 inizia un'avventura nella neonata Indian Super League al Chennaiyin, formazione indiana che aveva Marco Materazzi nelle duplici vesti di allenatore e giocatore. La squadra esce dalla competizione in semifinale.
Nel frattempo aveva iniziato la collaborazione con l'emittente televisiva Viasat in qualità di commentatore e opinionista, ruolo mantenuto anche negli anni a seguire.
Nel 2018 partecipa a un'asta di beneficenza su Tradera dove il denaro raccolto è stato donato alla Diabetes Foundation, in cambio avrebbe giocato una partita della prossima stagione per la società che si fosse aggiudicata l'asta. Il 17 novembre dello stesso anno la società che si aggiudica la vittoria è il Kisa BK, club di quinta divisione svedese.

## Palmarès

### Club

#### Competizioni nazionali
- Campionato inglese: 2

Manchester United: 1999-2000, 2000-2001
- Campionato di calcio serbo-montenegrino: 1

Stella Rossa: 2003-2004
- Coppa di Serbia e Montenegro: 1

Stella Rossa: 2003-2004
- Allsvenskan: 1

AIK: 2009
- Svenska Cupen: 1

AIK: 2009
- Supercupen: 1

AIK: 2010
- Nemzeti Bajnokság I: 1

Videoton: 2010-2011

#### Competizioni internazionali
- Coppa Intercontinentale: 1

Manchester United: 1999

### Individuale
- Manchester United Jimmy Murphy Young Player of the Year: 1

1999-2000